# سیارک ۲۹۱۲
سیارک ۲۹۱۲ (به انگلیسی: 2912 Lapalma، نامگذاری:1942DM) دو هزار و نهصد و دوازدهمین سیارک کشف شده‌است که در ۱۸ فوریه ۱۹۴۲ کشف شد.
قدر مطلق سیارک برابر ۱۲٫۷۰ است.